# Ducado de Sevillano

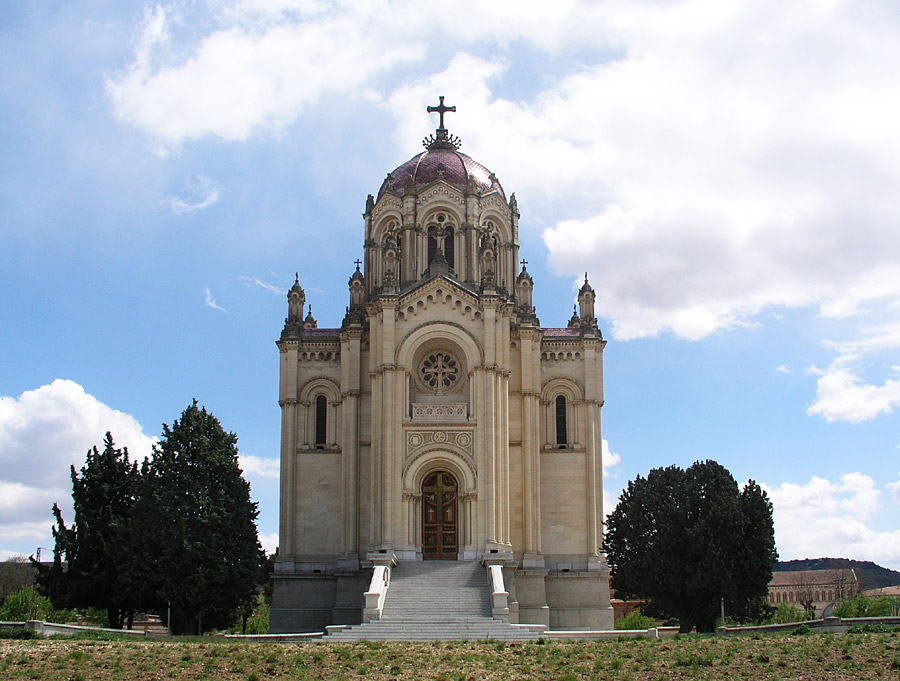
Panteón de la duquesa de Sevillano en Guadalajara. Mandado construir por María Diega Desmaissières y Sevillano, cuarta y última duquesa de Sevillano al arquitecto Ricardo Velázquez Bosco

El ducado de Sevillano es un título nobiliario español creado en 6 de diciembre de 1854 por la reina Isabel II, con Grandeza de España, a favor de Juan de Mata Sevillano y Fraile, I marqués de Fuentes de Duero. 
Hijo de Ezequiel Sevillano Pérez y de Feliciana Fraile y Martín, y nacido en Vicálvaro (Madrid), donde tenía su palacio y numerosas fincas y terrenos, el primer duque de Sevillano fue un acaudalado industrial y banquero y ministro de Hacienda.
Su denominación hace referencia al apellido del primer titular.
El marquesado de Fuentes de Duero, le había sido concedido por la misma reina, con el vizcondado previo de Sevillano, el 15 de diciembre de 1846.

## Duques de Sevillano
| I               | Juan de Mata Sevillano y Fraile           | 1854-1864 |
| II              | María Nicolasa Sevillano y Sevillano      | 1864-1875 |
| III             | María de las Nieves Sevillano y Sevillano | 1877-1882 |
| IV              | María Diega Desmaissières y Sevillano     | 1884-1916 |
| Título caducado |                                           |           |

## Historia de los duques de Sevillano

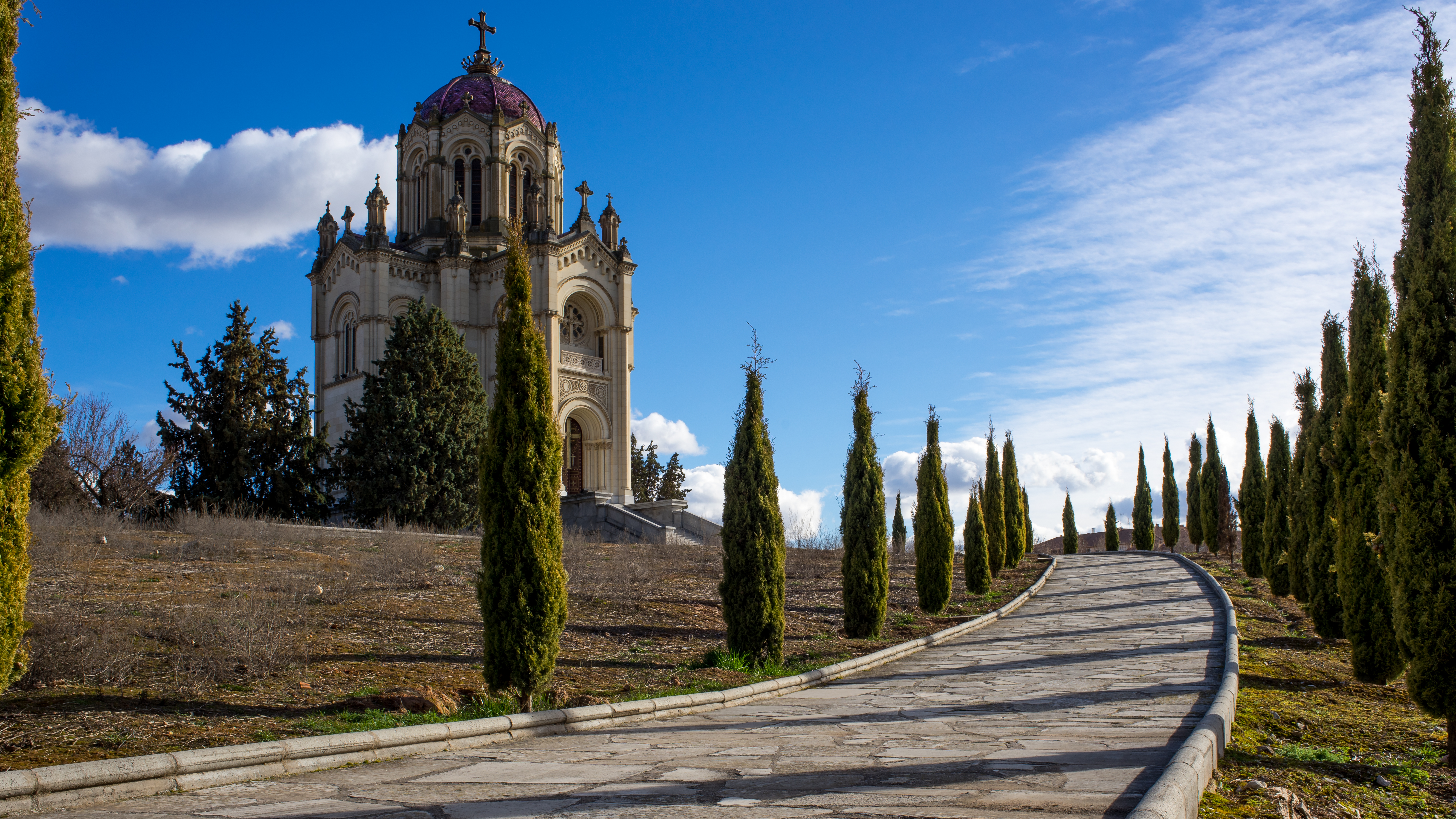
Vista del panteón desde los jardines.

- Juan de Mata Sevillano y Fraile (Vicálvaro, 9 de febrero de 1790-Madrid, 15 de febrero de 1864), I duque de Sevillano,[1] I marqués de Fuentes de Duero y senador vitalicio en 1846,[3]

Se casó el 16 de marzo de 1815 con su parienta, María Juana Josefa Sevillano y Mocete. Le sucedió su hija:
- María Nicolasa Sevillano y Sevillano (m. 17 de febrero de 1875), II duquesa de Sevillano.[1]

Se casó el 30 de octubre de 1852 con Benigno de Mendinueta y Mendinueta (m. Madrid, 22 de febrero de 1886), conde de Goyeneche y senador. Sin descendencia, le sucedió su hermana:
- María de las Nieves Sevillano y Sevillano (1817-22 de junio de 1882), III duquesa de Sevillano[1] y II marquesa de Fuentes de Duero (desde 1864).

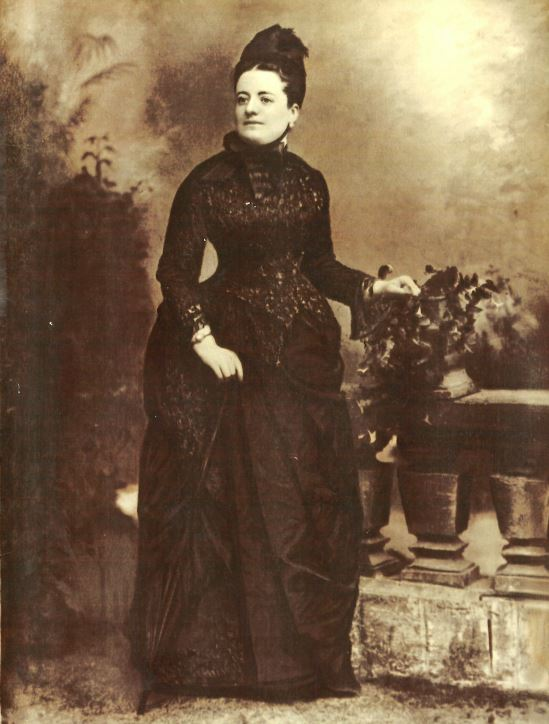
María Diega Desmaissières y Sevillano, IV duquesa de Sevillano.

Contrajo matrimonio el 13 de febrero de 1846 con Diego Desmaissières y López Dicastillo y Olmeda (1806-28 de marzo de 1855), conde de la Vega del Pozo, VI marqués de los Llanos de Alguazas, senador y embajador en Bruselas. Le sucedió su hija:
- María Diega Desmaissières y Sevillano (1852-9 de marzo de 1916), IV y última duquesa de Sevillano,[1] III marquesa de Fuentes de Duero (desde 1884), VII marquesa de los Llanos de Alguazas (desde 1861) y condes de la Vega del Pozo (desde 1861)  .

## Nota
A la muerte de la IV duquesa sus títulos quedaron en el olvido siendo el condado de la Vega del Pozo rehabilitado en 1969 por Fernando Fernández-Cavada y París que se convirtió en el siguiente conde, sucediendo a este el 2 de febrero de 2015 la actual condesa de la Vega del Pozo Ana María Solaya y González.
Los títulos de duque de Sevillano y marqués de Fuentes del Duero nunca fueron reclamados por ninguno de los familiares de la duquesa como posibles sucesores por lo que actualmente están caducados y no es posible rehabilitarlos con las actuales leyes. Así mismo el título de marqués de los Llanos de Alguazas tampoco fue reclamado por ninguno de los familiares de la IV duquesa de Sevillano ni los de Diego Desmaisieres por lo que se encuentra caducado siendo actualmente, simplemente, un título histórico.